# Малая Сея
Малая Сея (хак. Кічiг Сый) — деревня в Таштыпском районе Хакасии.
Расположена на реке Малая Сея. Расстояние до райцентра — с. Таштып — 9 км, до столицы Хакасии г. Абакана — 170 км, до ближайшей ж.-д. ст. в г. Абазе — 40 км.
Число хозяйств — 68, численность населения — 294 чел., в том числе хакасы — 93 %, русские — 7 % (на 1.01.2004).
До образования Хакасского округа входила в состав Сейской волости. Точных данных о годе основания нет. В 1917 число хозяйств — 42, населения — 204 человек, лошадей — 231, крупного рогатого скота — 234.
В Малой Сее находится начальная школа, клуб, библиотека, фельдшерско-акушерский пункт.

## Население
| 2002 | 2010 |
| ---- | ---- |
| 272  | ↗291 |